# Valeri Kaplan
Valeri Kaplan (Russisch: Валерий Каплан) (Moskou, 26 februari 1943) is een voormalig Russisch langebaanschaatser die tijdens zijn carrière uitkwam voor de Sovjet-Unie.
Kaplan nam vier keer deel aan de Europese- en wereldkampioenschappen allround en eenmaal aan de Olympische Winterspelen. Zijn beste prestatie leverde hij in 1967. Hij werd dat jaar op het Europees kampioenschap allround in Lahti tweede. Bij de voorgaande editie van het EK allround in Deventer werd hij derde. Beide keren dankte hij zijn podiumplaats mede aan overwinningen op de 500m. Nationaal nam hij vier keer plaats op het erepodium bij de allroundkampioenschappen, in 1966 werd hij tweede, in 1967, 1968 en 1969 derde.

## Resultaten
| Jaar | EK Allround | WK Allround | Olympische Spelen  |
| ---- | ----------- | ----------- | ------------------ |
| 1965 | 10e         | NC18e       |                    |
| 1966 | Brons       | NC20e       |                    |
| 1967 | Zilver      | 6e          |                    |
| 1968 |             | 8e          | 21e 500m 12e 1500m |
| 1969 | NC18e       |             |                    |

NC18 = niet gekwalificeerd voor de laatste afstand, maar wel als 18e geklasseerd in de eindrangschikking

### Medaillespiegel
| Kampioenschap | Goud · | Zilver · | Brons · |
| ------------- | ------ | -------- | ------- |
| EK Allround   |        | 1        | 1       |